# マジックナンバー (野球)
マジックナンバー（magic number）とは、プロ野球の用語で、ペナントレース（総当たり戦）において「他のチームの試合結果に関わらず、自チームの優勝に繋がる勝利数」と言える勝ち数を意味する。
日本では一般にマジックと呼ばれる。
他チームが残り試合に全勝することを仮定して算出される数であるため、実際に優勝までにあと何回勝たねばならないかよりも大きめの値となるのが普通である。
日本では他の全チームに自力優勝の可能性がなくなった状況でのみこの値を用い、この条件を満たすことをマジックナンバーが「点灯」したという。野球チームは優勝までに、マジック点灯⇒マジックナンバーを減らす⇒優勝決定という経過を通常たどる。マジックナンバーはチームが優勝するまでの道筋として用いられる。
アメリカ合衆国では、自力優勝の条件が満たされない場合でもマジックナンバーを用いるために、そもそも「マジック点灯」と言う概念はなく、野球以外のスポーツでもマジックナンバーを用いる。

## 概要

### 定義
プロ野球のリーグ戦は、総当たり戦（×複数回）の勝率により順位が決まるため、チームBがチームCに勝って勝率を上げたかどうかが、それらとは別のチームAの順位に影響する。したがって、チームA,Bの順位はA対Bの試合（A,Bの直接対決という）の結果だけでなく、AとCとの試合結果やBとCとの試合結果にも影響される。
リーグ戦の途中段階で、
- チームAが自力優勝可能であるとは、Aが残りの試合に全勝すれば、それ以外の試合（A以外のチームB,C間の試合）がどのような結果になろうともAが優勝できることを意味する。すなわちチームAの自力優勝消滅とは、Aが残りの試合に全勝しても、それ以外の試合の結果次第ではAが優勝できない場合があることを意味する。
- Aの優勝が確定するとは、今後行われる試合がどのような結果になろうとも、リーグの最後にはAが優勝することを指す。すなわちA以外の任意のチームBに対し、Bが全ての残り試合に勝って、かつAが全ての残り試合に負けたとしても、Bの勝率がAの勝率を超えることができないことを指す。

チームAのマジックナンバーとは、
- （Aが今後n 勝してリーグが終了した時のAの勝率） >（Xが残り全ての試合に勝ってリーグが終了した時のXの勝率）

が全てのチームXに対して成り立つ最小のn のことである。以上の定義からわかるように、Aのマジックナンバーを計算するには、上式の左辺を上式の右辺が最も大きくなるチーム（（マジック）対象チーム）と比較する。

### 性質
AのマジックナンバーはAが勝つ度に大抵1減り、マジックナンバーが0になると優勝が確定する。またリーグ中マジックナンバーは減ることはあっても増えることはない。またマジック対象チームBが負けた場合にもAとBとの勝利数の差が増加するので、マジック対象チームが負けた場合も、Aのマジックナンバーが大抵1減る。そのため、マジックナンバーは大抵、優勝が確定するまでに必要な勝利数よりも多めの数になる。
しかし例外的なケースではこれらが成り立たず、試合に勝ってマジックナンバーが2減るといったことがあるので、マジックナンバーは必ずしも優勝確定までの勝利数と一致しない。

#### 例外
マジックナンバーが不規則な振る舞いをするケースは3つある。
第一に、マジック対象チームが入れ替わるケースがある。マジック対象チームBが負けても、新しくマジック対象チームになった別のチームCに対するマジックナンバーが減るとは限らないので、この場合マジックナンバーが減るとは限らない。
（NPBでの事例）2003年7月23日、セントラル・リーグ優勝へのマジック39を点灯させていた阪神タイガースが、対ヤクルトスワローズ戦に勝利して62勝23敗1分となったが、この結果マジック対象チームだったヤクルトは44勝41敗となり、マジック対象チームがこの日の横浜ベイスターズ戦に勝利し44勝40敗となった中日ドラゴンズに変わったため、マジックは1つしか減らず38となった。これは、この時点で阪神が残り54試合（当時は140試合制）で37勝すれば、99勝40敗1分（勝率.712）となり、ヤクルトが残り54試合に全勝した場合の98勝41敗（勝率.705）を上回るが、中日が残り56試合に全勝すると100勝40敗（勝率.714）となり、阪神を上回るためである。なお阪神が残り54試合で38勝すれば100勝39敗1分（勝率.719）となり、中日が残り56試合に全勝した場合を上回る。
第二に、Aがマジック対象チームBと直接対決するケースがある。両者が直接対決した場合、「Aの勝利によるマジックナンバーの減少」と「Bの敗北による（Aの）マジックナンバーの減少」が両方起こるので、通常はマジックナンバーが2減る。これはマジックナンバーの定義で、AとXとの直接対決が残っている場合には、「Aが今後n 勝した時」と「Xが残り全ての試合に勝った時」とが同時に起こらないことを無視しているからである（Xとの直接対決で「Aがn 勝し   た場合」、Xはn 回敗北するので、「Xが残り全ての試合に勝つ」と言う条件が満たされない）。したがって、AとXとの直接対決の場合には、Aの勝利とXの敗北が二重カウントされる。
特殊なケースとして、直接対決によるBの敗北の結果、『マジック対象チームが別のチームCに入れ替われば』Aのマジックナンバーの減少が1の場合もある。
さらに特殊なケースとして、引き分け数に差がある場合や同率だった場合の順位決定ルールによっては、マジックナンバーが一度に3つ減ることもありうる。
順位決定のルールによりマジックナンバーが一度に3つ減った例は、これまで3度発生している。
- 2013年9月11日、パシフィック・リーグでマジック18を点灯させていた東北楽天ゴールデンイーグルス（70勝49敗2分）が、マジック対象チームの千葉ロッテマリーンズ（66勝55敗2分）に勝利し起こった。これは、楽天の勝利とロッテの敗北によるマジックナンバーの2減少に加え、この勝利によって楽天が同年のロッテとの対戦成績を13勝8敗（当時同一チームとの対戦は24試合制）としてシーズンにおける直接対決の勝ち越しを決めたことによるものである。順位決定の規定においては、2チームが勝率、勝利数で並んだ際に直接対決で勝ち越しているチームが上位となる規定があるため、楽天はこの勝利でロッテ戦勝ち越しを決めたことでロッテより上位になるためにはロッテの勝率、勝利数に並べばよくなり、上回る必要がなくなったため、ロッテより上位になるために必要な勝利数がさらに1減ることになったからである。
- 2020年9月16日、セントラル・リーグでマジック38を点灯させていた読売ジャイアンツ（46勝22敗4分）が、マジック対象チームの阪神タイガース（36勝33敗4分）との直接対決に勝利してマジックナンバーは2減少に加え、同年の対阪神戦の勝率5割以上を決めたことで、「2球団の最終勝率、勝数がいずれも同じの場合は当該カードの勝ち越し球団が優勝。当該カードの対戦成績も同率の場合は前年の上位が優勝」としているセ・リーグの規定（巨人はこの日の勝利で24試合制の対阪神戦は12勝3敗とし、前年順位も優勝で阪神より上位であった）により、マジックナンバーはさらに1減少し、巨人はマジックを35とした。
- 2023年9月9日、セントラル・リーグでマジック10を点灯させていた阪神タイガース（75勝44敗4分）が、マジック対象チームの広島東洋カープ（68勝55敗4分）との直接対決に勝利してマジックナンバーは2減少した。加えて、翌10日以降、広島が残り15戦（うち対阪神戦は5試合）を全勝し、一方の阪神が7勝12敗で終えた場合、両チームともに最終成績はともに83勝56敗4分（勝率5割9分7厘）、両チーム間の対戦成績も12勝12敗1分で全くの五分となるが、この場合セ・リーグの規定では「交流戦を除いたセ・リーグ球団同士でのリーグ戦上位を優勝球団とする」としているため、それに倣いセ・リーグ球団同士のリーグ戦成績を反映させると、交流戦の成績を差し引いて阪神は76勝46敗3分け（勝率6割2分3厘。交流戦は7勝10敗1分）、広島は74勝47敗4分（勝率6割1分2厘。交流戦は9勝9敗）となり、『阪神がリーグ戦成績に限ると勝率で広島を上回る』ためマジックナンバーはさらに1減少し7となった。

また過去には、マジック対象チームとの引き分け数の差により、一度にマジックを3減らした事例もあった。
- 1984年9月22日、パ・リーグで阪急ブレーブスのマジックが4から1に減った。
- 1993年9月29日、同じくパ・リーグの西武ライオンズのマジックが9から6に減った。

第三のケースはAが試合で引き分けた場合である。日本プロ野球では、リーグでの順位は勝ち数でなく勝率で決まり、勝率の分母に引き分けを入れない。その影響で、引き分けが起こると、AとBとで勝率計算の分母が異なってしまう。これが原因で、Aが引き分けた場合、状況によってAのマジックナンバーが1減る場合も減らない場合もある。また、Aの引き分け数とBの引き分け数が極端に大きい状況下では、Bの敗北によりマジックナンバーが減らないことも2減ることもありうる。これは、引き分け数が偏ると、勝率の分母から引き分け数を引いていることが原因で、勝率の分母がチームごとに異なるので、勝率の分子である1勝の価値がチームごとに違ってくるためである。より正確にいうと「計算方法」の節で述べた計算式の比例係数{\displaystyle (T-E_{A})/(T-E_{B})}が1以外の値になってしまうためである。
さらに言えば、引き分けによってマジック対象チームが入れ替わることも考慮する必要がある。

### 引き分けがない場合
引き分けがない場合、勝率の大小は勝ち数の大小に一致するので、チームAのマジックナンバーは
{\displaystyle W_{B}+R_{B}-W_{A}+1}
の式で求めることができる。ここでBはマジック対象チーム、{\displaystyle W_{A}}、{\displaystyle W_{B}} はそれぞれ現時点でのA,Bの勝ち数、{\displaystyle R_{B}} はBの残り試合数（最後の+1はAの勝ち数{\displaystyle \gneqq }Bの勝ち数を保障するために必要）。引き分けがある場合は前述した理由でより複雑な計算が必要になる。詳細は計算方法の項を参照のこと。
なお引き分けがなく、さらに今後マジック対象チームの入れ替わりもないとすれば、
- マジックナンバー = 優勝確定までに必要な勝利数 + マジック対象チームとの直接対決数 + 1

となるため、優勝とマジックナンバーとの関係が明解である。

### マジックナンバーの点灯
日本では「A以外のチームの自力優勝可能性がなくなった」という条件を満たした場合のみマジックナンバーを用い、Aがこの条件を満たした場合にAのマジックが点灯したという。またAのマジックが一旦点灯した後にA以外のチームの自力優勝の可能性が復活した場合には、Aのマジックが消滅したという。
上述したことからわかるように、マジック点灯という概念・条件は日本における慣習にすぎず、原理的にはマジック点灯の条件を満たしていなくてもマジックナンバーを定義できる。マジックが点灯していない状態でのマジックナンバーを隠れマジックということがあり、マジック消滅後再点灯しそうな状況やシーズン最終盤の僅差での優勝争いにおいて直接対決を残す複数チームがいずれも自力優勝の可能性を残している場合（例えば、優勝争いをする2チームが直接対決1戦を残すのみとなり勝ったチームが優勝というケースでは両チームとも隠れマジック1といえる）などで用いられる。また、状況により残り試合数よりも多い数の隠れマジックが定義される場合がある（後述）。
「マジック対象チームBが残り試合を全勝した場合」というマジックナンバー計算の仮定をする場合、マジック点灯チームAの残り試合のうち、Bとの直接対戦でAの負けを想定することになる。「それでもBとの対戦以外を勝てば、Aが優勝できる」ということを意味する「マジック点灯」には、1位と2位が歴然として残り試合が多いケースで合理性がある。
6チームのリーグ戦で試合消化が均等であると仮定すれば、1位と2位のゲーム差が残り試合の5分の1より大きいときにマジックが点灯する。早い段階でのマジックナンバー点灯はそれだけ大きなリードを意味するので、過去との比較もそれなりに意味がある。
順位決定方法によっては、マジックナンバーが2種類点灯することもある。セントラル・リーグでは2001年から2006年までの間、勝率1位球団が勝利数で勝率2位球団を下回った場合（2001年のみ勝率1位球団が勝利数1位でない場合）はプレーオフを行うという取り決めがあり、マジックも勝率1位決定マジックと優勝決定マジックの2つが存在していた。

#### 点灯概念の限界
以下のケースでは、マジックナンバーの「点灯」は優勝に対する適切な指標にならない。
自力優勝可能な2チームの直接対決しか残っていない場合
この場合、「自分以外のチームの自力優勝可能性がない」という条件が満たされず、いずれのチームにもマジックが点灯しない。なおこの状況でも隠れマジックは定義できるので、隠れマジックを指標として使える。
過去の例として1994年のセ・リーグにおいて巨人と中日が同勝率の状態で迎えた、両軍にとってのシーズン最終戦となる直接対決（10.8決戦）が挙げられる。また、2014年のパ・リーグは、1位の福岡ソフトバンクホークスがシーズン最終戦となる2位オリックス・バファローズとの直接対決を、マジックが点灯しないままゲーム差なしの状態で迎え、ソフトバンクが延長戦の末に勝利したことで優勝が決定。優勝したチームに最後までマジックが点灯しないまま優勝決定となった。
残り試合数がチームによって大きく偏っている場合
野球の試合は雨天などでの中止やそこから派生した変則日程が生じることがあるため、残り試合数が偏ることも起こりうる。大半の試合を消化したチーム同士が互いに潰しあっている状況では、上位チームでも自力優勝の可能性が消滅することもあり、こうした状況ではあまり試合を消化しておらず多く残り試合を抱える下位チームにマジックが点灯することがある。しかしこの場合のマジックナンバーは「優勝へのカウントダウン」というよりは、残り試合から逆算して「あと何試合負けたら終わり」と実感させるような残り試合数とほぼ同数という厳しい条件を示す数字になってしまいがちで、実際にチームが2位の時点でそのシーズン最初のマジックが点灯した例はパ・リーグが1シーズン制に復帰した1983年以降両リーグ合わせて6例あるが、そのうちマジックを減らして逆転優勝したのは1998年の西武ライオンズ（当時）の1例のみである。
過去の例として、1988年のパ・リーグが有名である。1位ながら試合消化が進み、優勝の決まらない状態で130試合を終えた西武を対象として、2位の近鉄バファローズに優勝マジックが灯ったが、近鉄が10月19日の対ロッテ戦のダブルヘッダー（10.19）に1勝1分で優勝を逃している。その他2010年のセ・リーグでも1位・中日ドラゴンズの試合消化が早かった影響で、9月26日時点で中日より残り試合が8試合多い2位阪神に優勝マジックが点灯した（更に9月28日には3位に転落したが、マジックは変わっていない）例や、2021年のパ・リーグで、10月14日時点で1位オリックスとの直接対決を全て終えて1ゲーム差で追う2位ロッテがオリックスより残り試合が3試合多いためマジックが点灯した例、また直接的なリーグ優勝へのマジックではないものの、2006年パ・リーグでのレギュラーシーズン1位マジックが灯る状況でありながら、直接対決の結果による順位変動で上位3チームが三すくみのような状態になってなかなか灯らないというケースもあった。
なお、このようなケースにおいて自力優勝が不可能な1位チームの「隠れマジック」が報じられる場合がある（自力優勝が不可能であることから残り試合数を上回る数値となる）。これは2位以下のマジック点灯チームがほとんど負けが許されない状況で、寧ろ自力優勝が不可能な1位チームのほうが有利な状況において、「自チームがこれだけ勝てば優勝できる」というよりも「マジックが点灯している2位以下の対象チームがこれだけ負ければ優勝できる」という意味合いが強い。
このような隠れマジックが比較的長期間わかりやすい状態で定義されていた例としては上述の2021年のパ・リーグがあり、10月21日時点で、残り6試合の2位ロッテがマジック5の状態だったが、残り1試合の1位オリックスとは1ゲーム差であり、ロッテが残り6試合で3敗するとオリックスの残り試合の結果に関わらずロッテの優勝が消滅（オリックスの優勝が決定）するため、オリックスの隠れマジックが3であるとされた。10月25日にはオリックスが最終戦を勝利し（この間にロッテは3戦消化し2勝1敗）、首位ながら優勝が決定しないまま全日程を終了。この時点で3試合を残したロッテがマジック3で、ロッテが1敗すればオリックスの優勝が決まるという状況のため、対象チーム（ロッテ）の敗戦を前提とした隠れマジックを1とした。結果的に次戦でロッテが敗れたことでオリックスの優勝が決定した。

## 計算方法
チームA,Bに対し、
- （Aが今後n 勝してリーグが終了した時のAの勝率）＞（Bが残り全ての試合に勝ってリーグが終了した時のBの勝率）

を満たす最小のn を{\displaystyle M_{A,B}}とすれば、Aのマジックナンバーは
- {\displaystyle \max _{X\neq A}M_{A,B}}

により表されるので、以下{\displaystyle M_{A,B}}の計算方法を説明する。
リーグの総試合数が{\displaystyle T} 、チームBの現時点での成績が、勝ち数{\displaystyle W_{B}}、負け数{\displaystyle L_{B}}、勝ち越し数{\displaystyle D_{B}(=W_{B}-L_{B})}、引き分け数{\displaystyle E_{B}}、残り試合数{\displaystyle R_{B}(=T-(W_{B}+L_{B}+E_{B}))}のとき、チームAが今後{\displaystyle n} 試合勝ってリーグが終了した場合のAの勝率{\displaystyle r_{A}} は
{\displaystyle r_{A}={\frac {W_{A}+n}{T-E_{A}}}}
である。チームBをマジック対象チームとするとき、チームBが全ての残り試合に勝った場合のBの勝率{\displaystyle r_{B}} は
{\displaystyle r_{B}={\frac {W_{B}+R_{B}}{T-E_{B}}}}
である。
Aの勝率がBの勝率を上回るには{\displaystyle r_{A}>r_{B}} である必要がある。これに上式を代入して整理すると、
{\displaystyle n>{\frac {T-E_{A}}{T-E_{B}}}\cdot (W_{B}+R_{B})-W_{A}}
{\displaystyle M_{A,B}}は上の式を満たす最小の整数nなので、チームAのBに対するマジックナンバー{\displaystyle M_{AB}}は
{\displaystyle M_{A,B}=\left\lfloor {\frac {T-E_{A}}{T-E_{B}}}\cdot (W_{B}+R_{B})\right\rfloor -W_{A}+1}
となる。ここで{\displaystyle \lfloor \cdot \rfloor } は床関数。
引き分け数が同じ、または引き分けが無い場合、すなわち{\displaystyle E_{A}=E_{B}(=0)} の場合、{\displaystyle (T-E_{A})/(T-E_{B})=1} でしかも{\displaystyle W_{B}+R_{B}} は整数なので、{\displaystyle M_{A,B}}はは前述した式
{\displaystyle M_{A,B}=W_{B}+R_{B}-W_{A}+1} …(1)式
に一致する。

### 他の計算方法
引き分けのあるなしに関わらず、{\displaystyle M_{A,B}}は以下の方法でも求められることが簡単な計算で確かめられる。
{\displaystyle M_{A,B}=\left\lfloor {\frac {1}{2}}\{(W_{B}-L_{B}+R_{B}){\frac {T-E_{A}}{T-E_{B}}}-(W_{A}-L_{A}-R_{A})\}\right\rfloor +1}
{\displaystyle =\left\lfloor {\frac {1}{2}}\{(D_{B}+R_{B})(1-{\frac {E_{A}-E_{B}}{T-E_{B}}})-(D_{A}-R_{A})\}\right\rfloor +1}
{\displaystyle =\left\lfloor {\frac {D_{B}+R_{B}-D_{A}+R_{A}}{2}}-{\frac {D_{B}+R_{B}}{2}}\cdot {\frac {E_{A}-E_{B}}{T-E_{B}}}\right\rfloor +1}
また上述の(1)式を変形することにより導かれる。
{\displaystyle M_{A,B}=\left\lfloor {\frac {L_{B}(E_{A}-E_{B})}{T-E_{B}}}\right\rfloor +T-(W_{A}+E_{A})-L_{B}+1=\left\lfloor {\frac {L_{B}(E_{A}-E_{B})}{T-E_{B}}}\right\rfloor +L_{A}+R_{A}-L_{B}+1} …(2)式
の式を用いても{\displaystyle M_{A,B}}の計算ができる。

## マジックナンバーの増減
定義より、マジックナンバーが増加することはありえないが、リーグ戦が進むとマジックナンバーが減ることがある。マジック点灯チームAおよびマジック対象チームBの勝敗により、Aのマジックナンバーは以下の挙動を示す。
- マジック点灯チームAが1勝すると、マジックナンバーは1つ減る。
- マジック点灯チームAが1敗した場合、マジックナンバーは変化しない。
- マジック点灯チームAの引き分けが1つ増えると、マジックナンバーは{\displaystyle 1+(N_{M}-N_{EA})} だけ減る。
- マジック対象チームBが1勝した場合、マジックナンバーは変化しない。
- マジック対象チームBが1敗すると、マジックナンバーは{\displaystyle 1+(N_{M}-N_{LB})} だけ減る。
- マジック対象チームBの引き分けが1つ増えると、マジックナンバーは{\displaystyle (N_{M}-N_{EB})} だけ減る。

ここで{\displaystyle N_{M}} 、{\displaystyle N_{EA}} 、{\displaystyle N_{LB}} 、{\displaystyle N_{EB}} は、
{\displaystyle N_{M}=\left\lfloor {\frac {L_{B}(E_{A}-E_{B})}{T-E_{B}}}\right\rfloor }　　{\displaystyle N_{EA}=\left\lfloor {\frac {L_{B}(E_{A}-E_{B}+1)}{T-E_{B}}}\right\rfloor }
{\displaystyle N_{LB}=\left\lfloor {\frac {(L_{B}+1)(E_{A}-E_{B})}{T-E_{B}}}\right\rfloor }　　{\displaystyle N_{EB}=\left\lfloor {\frac {L_{B}(E_{A}-E_{B}-1)}{T-E_{B}-1}}\right\rfloor }
で表される整数とする。
以上をまとめると次のようになる。
| マジックナンバー {\displaystyle M_{AB}}の変化 | マジックナンバー {\displaystyle M_{AB}}の変化 | Bの勝敗                         | Bの勝敗                         | Bの勝敗                                 | Bの勝敗                                 |
| マジックナンバー {\displaystyle M_{AB}}の変化 | マジックナンバー {\displaystyle M_{AB}}の変化 | 試合なし                        | 勝ち                            | 負け                                    | 分け                                    |
| --------------------------------------------- | --------------------------------------------- | ------------------------------- | ------------------------------- | --------------------------------------- | --------------------------------------- |
| Aの勝敗                                       | 試合なし                                      | {\displaystyle 0}               | {\displaystyle 0}               | {\displaystyle -1-N_{M}+N_{LB}}         | {\displaystyle N_{EB}-N_{M}}            |
| Aの勝敗                                       | 勝ち                                          | {\displaystyle -1}              | {\displaystyle -1}              | {\displaystyle -2-N_{M}+N_{LB}}         | {\displaystyle -1+N_{EB}-N_{M}}         |
| Aの勝敗                                       | 負け                                          | {\displaystyle 0}               | {\displaystyle 0}               | {\displaystyle -1-N_{M}+N_{LB}}         | {\displaystyle N_{EB}-N_{M}}            |
| Aの勝敗                                       | 分け                                          | {\displaystyle -1-N_{M}+N_{EA}} | {\displaystyle -1-N_{M}+N_{EA}} | {\displaystyle -2-2N_{M}+N_{EA}+N_{LB}} | {\displaystyle -1-2N_{M}+N_{EA}+N_{EB}} |

ただし、マジック対象チームが交代する場合には上記のような挙動には必ずしも当てはまらない。
引き分けの場合は1つ減るかどうかは勝率により左右されるが、引き分け再試合制でない場合、点灯チームと対象チームの双方が引き分ければ通常は1つ減るが、引き分け数にばらつきがある場合に変則的な減り方をすることがまれにある。
2009年9月20日、セ・リーグの読売ジャイアンツ（以下、巨人）には、試合前に優勝マジック6が点灯していた。この日の試合は、巨人が勝ち、マジック対象チームの中日ドラゴンズ（以下、中日）は敗れたが、巨人の優勝マジックは1つしか減らず「5」となった。巨人は残り14試合で4勝10敗の場合、勝率が.6222。一方、中日が残り12試合に全勝すると.6223となり、巨人を上回る。このため、巨人が優勝するには、自力での5勝が必要な計算となる。当該シーズンは、巨人の引き分けが突出して多かった（巨人が9、中日が1）ためこうした影響が出た。
いったん消滅した後に再点灯した場合も、消滅した時の数字より小さくなる。それは各チームがそれぞれに個別にマジックナンバーがあり、はじめは直接対決などの考慮に入れないいわゆる隠れマジックとなっており、隠れマジックの状態でも試合に勝利したり対戦相手が敗れれば数字が減少するからである。なお、マジックナンバーが点灯したチームが変われば数字上は増えることはありうる。

## マジック点灯のスピード記録
※パ・リーグの前後期優勝およびプレーオフ進出マジックは含まない
- M53 7月2日 東京ヤクルトスワローズ（2022年） - 日本プロ野球界史上最速のマジック点灯
- M62 7月6日 南海ホークス（1965年） - パシフィック・リーグ史上最速のマジック点灯
- M46 7月22日 阪神タイガース（2008年） - 非優勝チームのマジック最速点灯記録

## アメリカ合衆国の「Magic Number」
アメリカ合衆国の場合は、他チームの自力優勝の可能性を考慮しない。よって、「点灯」という概念がない。
2001年にアメリカンリーグ西地区のシアトル・マリナーズが独走した時、シーズン前半にして早くも地区優勝マジック97が点灯していたが、話題にしていたのは日本のメディアのみで、現地のメディアは取り上げなかった。なお、現地時間の2001年5月31日の試合を終えた時点で、アメリカンリーグ西地区の成績は
| 順位 | チーム         | 成績     | 勝率 | 残り試合 | ゲーム差 |
| ---- | -------------- | -------- | ---- | -------- | -------- |
| 1位  | マリナーズ     | 40勝12敗 | .769 | 110      | -        |
| 2位  | アスレチックス | 26勝26敗 | .500 | 110      | 14       |
| 3位  | エンゼルス     | 24勝28敗 | .462 | 110      | 2        |
| 4位  | レンジャーズ   | 19勝33敗 | .365 | 110      | 5        |

で、この時点でのマリナーズとアスレチックスとの残り直接対決数は13試合あった。アスレチックスが残り110試合に全勝すれば136勝26敗（勝率.840）になるが、マリナーズがアスレチックス戦を除いた97試合に全部勝つと137勝25敗（勝率.846）となるため、アスレチックスの自力優勝は消滅した。エンゼルス・レンジャーズも自力優勝は消滅していた。
メジャーリーグでは引き分けがないので、マジックナンバーの計算に前述した簡単な式が用いられる。

## 語源
ビンゴゲームで、日本でいう「リーチ」状態の時に、ビンゴ完成のために必要な番号をマジックナンバーと呼ぶのが語源とされている。「この数字が出てちょうだい」と呪文（magic word）のようにお祈りする数字（magic number）で、それが転用されて「実現を願う数字」を意味する語として使われるようになり、特にリーグ戦方式のスポーツでは「そのチームの優勝までに必要な最小勝利数」の意味に使われるようになった。野球では1947年には使われていたとされる。
ただし原義はあくまで「呪文のように唱える数字」であり、「ファンなら誰もが口にする過去の大記録」やキリ番、それを越えそうな場合の残り数も magic number と呼ぶことがある。多くは文脈で明らかだが、「優勝への」「プレーオフ進出への」といった言葉を添えたり、clinching number など別の語を用いる場合もある。
日本では、ビンゴに独自に「リーチ」という言葉が定着しているため、語源までは伝わらなかったので、いろいろな俗説が流布している。「ついたり消えたりするから」という説があるが、アメリカ合衆国では他チームの自力優勝の可能性と関係なく数える（「あと何勝」の他に「××が負けろ！」という条件が「呪文」に含まれているケースがまれにある）。また「（カレンダーのように）マジックで数字を消していくから」という説もあるが、日本のマジックインキ（マーカー）とアメリカ合衆国のマジックマーカーはいずれも1950年代の発売で、「マジックナンバー」の語が使われ始めた1940年代よりも後である。

## 特異例
NPBでは、マジックナンバーが点灯するには「（マジックが点灯する）Aチーム以外に自力優勝の可能性がなくなること」のほかに、「Aチームを自力で勝率で上回ることが出来るチームがないこと」も条件であるため、Aチーム以外に自力優勝の可能性がなくなっても、Aチームにマジックナンバーが点灯しないというケースも起こりうる。
このようなケースが実際に発生した例として、2006年9月22日のパシフィック・リーグが挙げられる。9月22日試合終了時点での上位3チームの順位表と、上位3チームが残り試合を全勝した場合の勝率を下に記す。なお、当時のパ・リーグはプレーオフの結果により1位から3位までを決定していたため、マジックの名称は「レギュラーシーズン1位決定マジック」である。
9月22日終了時点の上位3チームの順位
| 順位 | チーム                     | 成績        | 勝率 | 残り試合                           |
| ---- | -------------------------- | ----------- | ---- | ---------------------------------- |
| 1位  | 北海道日本ハムファイターズ | 80勝52敗0分 | .606 | 4（ソフトバンク2・ロッテ2）        |
| 2位  | 西武ライオンズ             | 78勝52敗2分 | .600 | 4（ロッテ2・楽天2）                |
| 3位  | 福岡ソフトバンクホークス   | 75勝51敗5分 | .595 | 5（日本ハム2・オリックス2・楽天1） |

※4位以下（ロッテ・オリックス・楽天）はすでにBクラスが確定
残り試合を全勝した場合の勝率
| チーム       | 成績          | 勝率 |
| ------------ | ------------- | ---- |
| 日本ハム     | 84勝52敗0分け | .618 |
| 西武         | 82勝52敗2分け | .612 |
| ソフトバンク | 80勝51敗5分け | .611 |

直接対決が終了している関係で、西武は日本ハムの、ソフトバンクは西武の勝率をそれぞれ自力で上回ることが出来なかったため、西武とソフトバンクの自力シーズン1位の可能性は消滅していた。一方、唯一自力シーズン1位の可能性がある日本ハムであるが、ソフトバンクとの直接対決を2試合残していたため、ソフトバンクが対日本ハム戦2試合を含めて4勝以上した場合は、日本ハムは必ずソフトバンクの勝率を下回るという状況であった。
自力シーズン1位の可能性があるのは日本ハムのみだが、ソフトバンクは自力で日本ハムの勝率を上回る可能性が残っているため、この時点では日本ハムのレギュラーシーズン1位決定マジックは点灯していない。最終盤まで3チームによる混戦だったことや、残り試合の関係でこのような珍事が生じたが、この日の試合前には2位の西武にマジック5が点灯していた。

### 実際の経過
- 9月19日 2位の西武が3位ソフトバンクとの直接対決に勝利しマジック5が点灯。
- 9月22日 西武● で上記の状況。新聞各社「マジック消滅」と報じる[14]。
- 9月23日 日本ハム● 西武○ ソフトバンク● ※西武が首位に立ち3試合を残してマジック3が点灯。
- 9月24日 3チームとも● ※西武のマジックは残り2試合で2となる。
- 9月26日 西武● 日本ハム○ ソフトバンク● 日本ハムとソフトバンクの直接対決。※西武のマジックが消滅。日本ハムが首位に立ち1試合を残してマジック1が点灯。直接対決に敗れたソフトバンクは2試合を残し1位の可能性がなくなる。
- 9月27日 日本ハムが勝ちシーズン1位を決める。シーズン最終戦、ソフトバンクとの直接対決を制しての優勝だった。同日の試合で全日程を終了した西武が2位、1試合を残していたソフトバンクが3位となった。

## 派生用法・関連語
単に「目標まであといくつ」という意味で用いられることもある。自力優勝に関係なく「優勝まであとn勝」など、トーナメント戦でも決勝進出のことを「マジック1」など、「2000本安打までマジック9」などのような使われ方をする場合もある。これらはすべて派生的な用法である。

### 逆マジック
マジックナンバー点灯チームが、必ずしもその時点での首位のチームとは限らない。これは、ある日付に残り試合数が異なっていると、残り試合の多い方が最終勝率・勝利数を高められる場合があるためである。マジックナンバー点灯チームよりマジックナンバー対象チームが上位にいる場合「逆マジック」ともいう。
なお「逆マジック」は、あと何敗すると最下位が決定するか、もしくは優勝やポストシーズン進出が消滅するかといった、敗北状態へのカウントダウンのために用いられる場合もある。最下位が決定するという意味では「裏マジック」・「最下位マジック」という言葉もある。アメリカ合衆国では優勝やポストシーズン進出が消滅するという意味で「エリミネーション・ナンバー」が用いられ、ポストシーズン進出が消滅したチームには「E」で表される。

### プレーオフマジック（クライマックスマジック）
2004年からパシフィック・リーグがプレーオフを導入。また、2007年から両リーグでクライマックスシリーズ（以下「CS」という。）がスタートした。これに進出できるまでのマジックを、それぞれ「プレーオフ進出マジック」「クライマックスシリーズ進出マジック（略してCSマジック、あるいはCMと表記される）」。自力で今いる順位に入る可能性がなくなったチームが3チーム以上になった場合にそのチームに点灯する。なお、パシフィック・リーグでは2004年からの3年間はプレーオフの結果でリーグ順位を決定していたので、従来指標によるマジックナンバーは「レギュラーシーズン1位決定マジック」としていた。
対象となるチームは4位以下（Bクラス）の全チームであることが多いが、残り試合数に差があれば、優勝マジックと同様にBクラスのチームに点灯する可能性もある。主な概要は優勝マジックと同じである。また、下位のチームの勝率が5割以下になることが確定した場合、マジックが3減ることもある。
例として、点灯チームが70勝70敗1分、対象チームが68勝70敗3分で残り試合がともに3試合の場合、対象チームは全勝すると71勝70敗3分、勝率.50354で、点灯チームがこれを上回るには3勝する必要があるので（3勝すると73勝70敗1分で勝率.5105だが、2勝1敗だと72勝71敗1分で勝率.50350となる）CM3となるが、点灯チームが勝利して対象チームが敗北した場合、残り2試合を点灯チームが全敗すると71勝72敗1分で勝率.49650、対象チームは全勝しても70勝71敗3分で.49645となり、点灯チームを上回れなくなる。このケースではCSマジックが一気に3減って0になったことを意味する。対象チームの負け越しが決まったときにこの状況が起こり得るが、優勝マジックでは、対象チームと勝率が並んだ場合に上位となることが確定した場合を除き、通常起こらない。
最速点灯記録は7月8日の阪神（2008年・M55）。CSへは、各リーグ6チーム中上位3チームが出場できるので、自チームが残り試合全敗で、他チームのうち、残り試合全勝でも自チームより勝率が上回れないチームが3チーム以上あれば、自チームのCS進出が決まる（CSマジックがゼロになる）。CSマジックの場合、マジック点灯チーム、マジック対象チームのいずれも複数のため、その計算はリーグ優勝マジックよりも複雑である。特にリーグ戦では、下位チームの試合消化が遅いと現在より下の順位に自力で入れないケースが生ずるため、計算がさらに煩雑になりやすい。例えば2位甲が71勝65敗6分、3位乙が68勝64敗5分、4位丙が63勝63敗5分の場合、甲は残り2試合に全勝すると73勝65敗6分（勝率.52899）となるが、乙が残り7試合を6勝1敗で、丙が残り13試合を11勝2敗で終えると、乙と丙が74勝65敗5分（勝率.53237）で並ぶので、甲は残り2試合がともに乙戦でない限り、2位でありながらより下の3位に自力で入れない。
プレーオフマジックの発生を、メディアが見落とすこともまれにある。メディアの多くは、共同通信社が配信する順位表に依存している。2009年9月19日付け以降、共同通信社の配信記事を転載している新聞で、プロ野球の順位表には、CS進出決定の☆マークのみの掲載となった。これは、配信元である共同通信社の「マジックナンバー計算プログラム」の一部に不具合が生じたためである。ただし、リーグ優勝へのマジックナンバーは掲載されているので、同プログラムの不具合はCSマジックのみだと思われる。なお、記事本文にはCSマジックの状況は記載されているほか、残る1枠（3位）に対しての進出マジックについても、優勝マジックの条件と大差ないので数値が記載されることもあった。
こうした経緯もあって、共同通信社では2010年シーズンはCS進出決定となるまでの勝利数の指標として「CSクリンチナンバー」を配信することとした。
詳細はクライマックスシリーズ#クリンチナンバーを参照。

#### 不具合の事例
共同通信社の「マジックナンバー計算プログラム」の不具合として、以下の事例が挙げられる。
2009年9月12日に、CMが1となった2位の巨人のクライマックスシリーズ進出決定が報じられた。9月11日終了時、セ・リーグで、巨人は75勝39敗9分で勝率.658。CM「1」と報じられていた。巨人は残り21試合全敗した場合の最終勝率.556（75勝60敗9分）となる。6位の横浜（43勝78敗0分）は残り23試合に全勝しても最終勝率は.458、5位の広島（55勝63敗4分）も残り22試合に全勝しても最終勝率.550であり、この2チームはいずれも巨人を上回れない。一方、3位のヤクルトは56勝61敗1分で、残り26試合全勝すると最終勝率は.573、4位の阪神は56勝62敗4分で、残り22試合に全勝すると最終勝率は.557となり、いずれも巨人が残り試合全敗した場合の最終勝率を上回るので、共同通信社の配信記事は、巨人のCMを「1」としていた。
しかし、この時点で阪神は残り試合に全勝しないと巨人の勝率を上回れない状態にあり、一方のヤクルトは2敗以内であれば巨人を上回る可能性はあったものの、ヤクルトと阪神の直接対決が6試合残っていたために両チームが揃って巨人を上回る可能性はなく、同時に巨人が4位以下になる可能性もなくなっていたので、CS進出が既に確定していたことが発覚した。
この事例では、阪神とヤクルトが「巨人を上回れる最低成績での敗戦数の合計」が「阪神・ヤクルトの直接対決の数（6）」未満となれば、いずれか一方はその他の試合を全勝しても巨人の成績を上回れなくなるので、その時点で巨人の3位以上は確定するので、実際には9月11日の前日の9月10日の時点で、巨人のCS進出は決定していたことになる。
9月9日
- 巨人 敗戦（73勝39敗9分 .652）残り23試合 全敗時73勝62敗9分 .541
- ヤクルト 敗戦（55勝60敗1分 .478）残り28試合
- 阪神 勝利（55勝61敗4分 .474）残り24試合

阪神は残り21勝3敗であれば.542となり巨人を上回る。ヤクルトも残り23勝5敗であれば.543で巨人を上回るので、この日の時点では確定していない。
9月10日
- 巨人 勝利（74勝39敗9分 .655）残り22試合 全敗時74勝61敗9分 .548
- ヤクルト 敗戦（55勝61敗1分 .474）残り27試合
- 阪神 敗戦（55勝62敗4分 .470）残り23試合

阪神は残り22勝1敗で.550となるが、この場合のヤクルトの最高勝率は22勝5敗（阪神との直接対決で最低5敗を要するため）で.538となる。逆にヤクルトが24勝3敗とした場合は.552となるものの、阪神の最高勝率は20勝3敗時の.536となるので、両チームが同時に巨人を上回れる可能性が消滅した。
（9月11日時点での成績から、それ以前の試合結果を元に成績及び最低・最高勝率を算出）